# Archaeopsittacus verreauxi
Archaeopsittacus verreauxi — викопний вид папуг, що існував на межі олігоцену та міоцену в Європі.

## Рештки
Скам'янілі рештки птаха знайдено у муніципалітеті Сен-Жеран-ле-Пюї у регіоні Овернь на сході Франції. Описаний з декількох кісток ноги.